# Chi sono
Chi sono è un brano musicale interpretato dal cantante italiano Antonino Spadaccino, estratto il 5 ottobre 2011 dall'etichetta discografica Non ho l'età, come secondo ed ultimo singolo estratto dal suo primo EP, Costellazioni.

## Il brano
Il brano di genere soul porta la firma di Mario Biondi e c'è stato l'intento di ricreare atmosfere in stile Macy Gray e James Morrison.
Il singolo inserito nel primo EP del cantante viene incluso, l'anno successivo, nel suo terzo album in studio: Libera quest'anima.

## Il video
Il video musicale ufficiale del brano, è stato pubblicato il 24 ottobre 2011 nel canale ufficiale YouTube di Antonino. Il video viene realizzato da Cicciotun Srl, mostra le avventure di un robot alla ricerca del suo cuoricino perduto. Antonino è presente sullo sfondo mentre canta il brano, narrando la storia.
Il giorno prima della pubblicazione del singolo, il 4 ottobre 2011, sempre nel canale ufficiale YouTube del cantante viene pubblicato il lyric video ufficiale del brano, realizzato da Marika Milano.

## Tracce
Download digitale
Testi e musiche di Mario Biondi; edizioni musicali Non ho l'età.
1. Chi sono – 3:00